# المندوبية السامية للمياه والغابات ومحاربة التصحر
المندوبية السامية للمياه والغابات ومحاربة التصحر هي مؤسسة حكومية مغربية يقع مقرها الرئيسي في العاصمة الرباط، و تتفرع عنها مندوبيات جهوية وإقليمية موزعة على مختلف الجهات والأقاليم المغربية. تتجلى مهام هذه المؤسسة بالأساس في وضع وتنفيذ سياسة حكومية في مجالات المياه والغابات وتطوير المتنزهات والمحميات الطبيعية ومكافحة التصحر وتنظيم عمليات القنص.
ابتداءاً من سنة 2017، أصبحت المندوبية السامية للمياه والغابات ومحاربة التصحر تابعة إدارياً لوزارة الفلاحة والصيد البحري والتنمية القروية والمياه والغابات.